# Estanislau Basora i Brunet
Estanislau Basora i Brunet (Colònia Valls, Navars, 1926 - Las Palmas de Gran Canaria, 2012) va ser un destacat futbolista català dels anys cinquanta. Va ser internacional amb la selecció catalana i amb la selecció espanyola.

## Biografia
Estanislau Basora va néixer a la Colònia Valls (a Navars) el 18 de novembre del 1926. Considerat un dels millors extrems de la història del futbol català de tots els temps, va desenvolupar la major part de la seva trajectòria futbolística al FC Barcelona, club on romangué entre 1946 i 1958, i al qual va representar en 302 partits. Formà com a extrem dret a la davantera de les "cinc copes" amb Ladislau Kubala, César Rodríguez, Tomás Moreno i Eduard Manchón.
Fou 22 partits internacional A amb la selecció espanyola, entre 1949 i 1957 i un cop internacional B. Fou un dels millors jugadors de la fase final de la Copa del Món de Futbol 1950, on marcà quatre gols. Aquell any rebé el premi "Baró Güell" al millor esportista de l'Estat de l'any. En un partit internacional disputat a l'estadi de Colombes a París contra França, Basora marcà tres gols i feu un extraordinari partit, després del qual va rebre el sobrenom d'"el monstre de Colombes".
L'any 1974, amb motiu del 75è aniversari de la fundació del FC Barcelona fou escollit dins de l'onze ideal de tots els temps del club en la posició d'extrem dret.
Basora va morir el 16 de març del 2012 a l'Hospital Universitario de Gran Canaria Dr. Negrín, a Las Palmas de Gran Canaria, on havia ingressat per recuperar-se d'un infart. Seguint la seva voluntat, la despulla fou portada a Barcelona i enterrada al Cementiri de les Corts.

## Palmarès
- 4 lligues: 1948, 1949, 1952, 1953.
- 4 copes: 1951, 1952, 1953, 1957.
- 1 copa de les Ciutats en Fires: 1955-58.
- 2 copes Llatines: 1949, 1952.
- 3 copes Eva Duarte de Perón: 1948, 1952, 1953.